# Steinreihen von Lagatjar

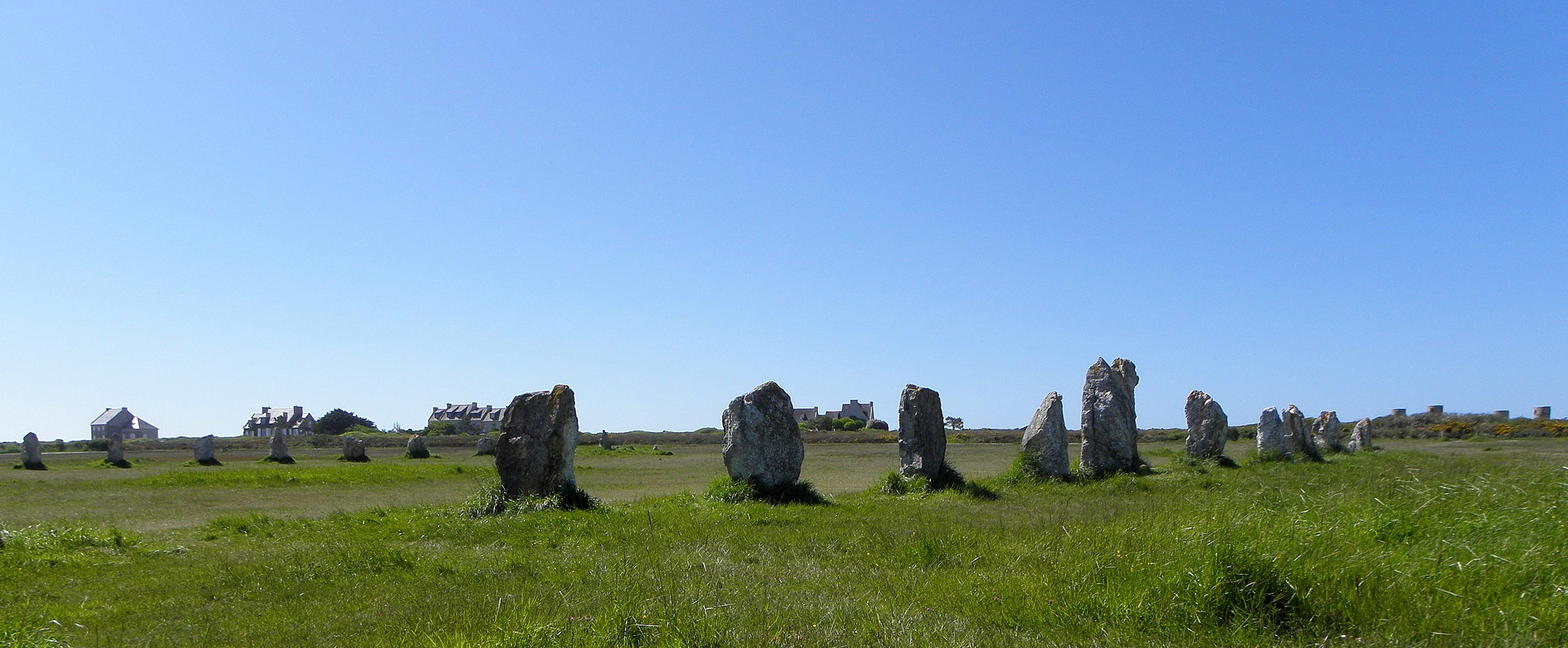
Steinreihen von Lagatjar

Die Steinreihen von Lagatjar (französisch Alignements de Lagat-Jar) liegen auf der Halbinsel Crozon im Département Finistère, in der Bretagne in Frankreich in der Nähe von Camaret-sur-Mer. Sie sollen ursprünglich aus bis zu 400 Steinen bestanden haben, so dass die Gesamtlänge des Hauptbauwerkes früher 600 Meter erreichte. Viele der umgestürzten Steine aus weißem Quarzit wurden im Jahr 1928 wieder aufgerichtet, so dass die Reihen heute aus 72 Menhiren bestehen.
Die längste Reihe besteht aus 42 Steinen und ist heute etwa 200 Meter lang. An ihrem nordöstlichen Ende beginnt eine Reihe aus 13 Blöcken, und im Südwesten liegt die dritte Reihe aus 17 großen Menhiren. Dies zeigt, dass es hier Steinreihen gab, die in ihrer Größe denjenigen von Carnac entsprechen.